# 4a Divisió (Exèrcit Popular de la República)
La 4a Divisió va ser una de les divisions de l'Exèrcit Popular de la República que es van organitzar durant la Guerra Civil espanyola sobre la base de les Brigades Mixtes. Va estar desplegada en el front de Madrid.

## Historial
La unitat va ser creada el 31 de desembre de 1936 en el si del Cos d'Exèrcit de Madrid. El major de milícies Juan Modesto va ser designat comandant de la 4a Divisió, mentre que el comandant Federico de la Iglesia Navarro va ocupar la prefectura d'Estat Major i Luis Delage García va ser nomenat comissari polític.
Va prendre part en la Tercera batalla de la carretera de La Corunya, durant la qual la 4a Divisió va rebre el gruix de l'ofensiva empresa per la Divisió reforçada de Madrid —manada pel general Luis Orgaz Yoldi. El 22 de gener de 1937 Modest va assumir el comandament de l'Agrupació «Modesto», formació en la qual es va integrar la divisió. Algunes de les seves unitats van prendre part en la batalla del Jarama, al febrer de 1937. Posteriorment la 4a Divisió seria assignada al II Cos d'Exèrcit.
Durant la resta de la contesa no va prendre part en operacions de rellevància.

## Comandaments
Comandants
- major de milícies Juan Guilloto León;[8]
- tinent coronel Emilio Bueno Núñez del Prado;[9]
- tinent coronel Emeterio Jarillo Orgaz;

Comissaris
- Daniel Pool Gómez, del PCE;[10]
- Eladio López Poveda, del PCE;[11]

## Ordre de batalla
| Data                   | Cos d'Exèrcit adscrit   | Brigades Mixtes integrades    | Front de batalla |
| ---------------------- | ----------------------- | ----------------------------- | ---------------- |
| 31 de desembre de 1936 | Cos d'Exèrcit de Madrid | 1a, 36a i 41a                 | Madrid           |
| Febrer-març de 1937    | Agrupació «Modesto»     | 41a, 36a, 67a, «E», 19a i 21a | Jarama           |
| Juny de 1937           | II Cos d'Exèrcit        | 36a, 41a i 57a                | Madrid           |
| Abril-maig de 1938     | II Cos d'Exèrcit        | 41a, 67a i 152a               | Madrid           |